# Equipos de Intervención y Refuerzo en Incendios Forestales
Los Equipos de Intervención  y Refuerzo en Incendios Forestales (EIRIF) de la empresa GESPLAN adscrita a la Consejería de Transición Ecológica y Energía del Gobierno de Canarias, se trata de un cuerpo especializado de bomberos forestales creado en 2017, repartidos en las Islas de La Palma, La Gomera y El Hierro con alrededor de 126 efectivos.  

## Cascos
- Casco Blanco: Técnico
- Casco Rojo: Capataz
- Casco Verde: Motoserrista
- Casco Amarillo: Especialista

## Vehículos y medios

### Aéreos

#### 2 Airbus H125:
- LI 52 (EC-NUF)
- LI 53 (EC-NZT)

### Terrestres

#### 27 Vehículos Ligeros de Intervención 4x4:
- Ford Ranger
- Toyota Land Cruiser

#### Autobombas Forestales:
- 3 Mercedes Unimog 5023 (Capacidad de 3900 litros)

#### Multifuncion "Multiforestales":
- 3 Mercedes Unimog 430

#### Astilladoras:
- 3 Ligeras
- 2 Pesadas Heizo Hack HM 6-300 VM

#### Robots:
- 3 Pesados teledirigidos con cabezal desbrozado RCU-75 de FAE Group